# Siegfried I. (Cammin)
Siegfried I., auch Siegfrid I. († 1191), war ein römisch-katholischer Geistlicher in Pommern, von 1186 bis zu seinem Tod Bischof von Cammin.
Siegfried war der erste Dompropst des 1175 gegründeten Camminer Domkapitels. Als solcher erscheint er in mehreren Urkunden, erstmals in einer Urkunde aus 1176/1180, mit der Herzog Kasimir I. von Pommern das Domkapitel unter seinen Schutz nahm, seinen Besitz von weltlicher Herrschaft befreite und ihm die freie Wahl des Bischofs, der Prälaten und Domherren nach dem Vorbild des Kölner Domkapitels verlieh. Das Domkapitel wurde gegründet, weil Bischof  Konrad I. im Jahre 1175 den Sitz des pommerschen Bistums von Wollin nach Cammin verlegt hatte. 
1186 wurde Siegfried zum Bischof von Cammin gewählt. Während seiner Amtszeit bestätigte im Jahre 1188 Papst Clemens III. die bereits erfolgte Verlegung des Bischofssitzes von Wollin nach Cammin und die Exemtion des Bistums, also seine Unterstellung unmittelbar unter den Papst statt unter einen Erzbischof. In den überlieferten Urkunden wurde Siegfried überwiegend als „Bischof von Cammin“ (Caminiensis episcopus) bezeichnet, doch taucht auch noch die ältere Bezeichnung „Bischof der Pommern“ (Pomeranorum episcopus) auf.  
Bischof Siegfried I. starb im Jahre 1191 und wurde im Camminer Dom beigesetzt. Zu seinem Nachfolger wurde im gleichen Jahr Sigwin gewählt. 